# Osmia pieli
Osmia pieli är en biart som beskrevs av Cockerell 1931. Osmia pieli ingår i släktet murarbin, och familjen buksamlarbin. Inga underarter finns listade i Catalogue of Life.